# Walter Sinn
Walter Sinn (* 10. Juni 1965 in Karlsruhe) ist ein deutscher Betriebswirt und Unternehmensberater. Seit dem 1. Juni 2014 leitet er die Geschäfte von Bain & Company in Deutschland.

## Leben
Sinn studierte Betriebswirtschaftslehre an der Universität Mannheim und an der École supérieure des sciences économiques et commerciales (ESSEC) in Paris. Seine berufliche Laufbahn begann er bei der Deutschen Bank.
Sinn ist seit den 1990er Jahren in der Unternehmensberatung tätig und seit April 2011 bei der Managementberatung Bain & Company. Dort stieg er als Leiter der Banken-Praxisgruppe in Deutschland und der Schweiz ein. Seit 1. Juni 2014 führt er deren Geschäfte in Deutschland als Managing Partner. Seine Kunden berät Sinn vor allem in wichtigen strategischen Fragestellungen, großen Transformationsprogrammen und Post-Merger-Integrationsprojekten. Er folgte auf Rolf-Magnus Weddigen. Seit 2019 ist er Mitglied des Global Board of Directors von Bain & Company.
Sinn ist Autor zahlreicher Studien und Gastbeiträge. Er ist Mitglied in den Jurien des Wirtschaftsförderungsprogramms "Supermaster" der Wirtschaftswoche und des Game Changer Award. Per 1. Januar 2021 wurde er zudem in den Stiftungsrat der Deutschen Sporthilfe berufen. Er ist verheiratet, hat fünf Kinder und lebt in Frankfurt am Main.
2019 erhielt er den „Global Leaders in Consulting“-Award, den das Consulting Magazine an „die weltweit besten Berater“ vergibt.